# Matt Shakman
Matt Shakman (Ventura, 8 agosto 1975) è un regista e attore statunitense.

## Biografia
Ha studiato teatro e storia dell'arte all'Università di Yale, trasferendosi poi, dopo due anni vissuti a New York, a Los Angeles. Da bambino aveva iniziato la carriera da attore, ottenendo anche un ruolo principale nella sitcom Dieci sono pochi (Just the Ten of Us), grazie al quale nel 1989 è stato candidato, insieme al resto del cast della fiction, ad un Young Artist Award per il miglior cast corale di una serie televisiva.
Terminati gli studi, dopo un'esperienza in teatro da attore e regista, ha invece proseguito la sua carriera esclusivamente come regista, partecipando alla regia di varie produzioni televisive. Noto per essere uno dei principali registi della serie televisiva C'è sempre il sole a Philadelphia (It's Always Sunny in Philadelphia), ha diretto anche alcuni episodi di Everwood, Dr. House - Medical Division (House, M.D.), Psych, The Good Wife e Revenge. Nel 2014 ha diretto il suo primo lungometraggio, Cut Bank - Crimine chiama crimine.

## Filmografia

### Regista

#### Cinema
- Cut Bank - Crimine chiama crimine (Cut Bank) (2014)
- I Fantastici Quattro - Gli inizi (The Fantastic Four: First Steps) (2025)

#### Televisione
- Once and Again – serie TV, 1 episodio (2002)
- Still Life – serie TV (2003)
- Oliver Beene – serie TV, 3 episodi (2003-2004)
- Summerland – serie TV, 1 episodio (2004)
- Giudice Amy (Judging Amy) – serie TV, 1 episodio (2004)
- Huff – serie TV, 1 episodio (2005)
- Boston Legal – serie TV, 1 episodio (2005)
- Six Feet Under – serie TV, 1 episodio (2002)
- Inconceivable – serie TV, 1 episodio (2002)
- Kitchen Confidential – serie TV, 1 episodio (2002)
- Everwood – serie TV, 4 episodi (2003-2006)
- Windfall – serie TV, 1 episodio (2006)
- Men in Trees – serie TV, 1 episodio (2006)
- Tutti odiano Chris (Everybody Hates Chris) – serie TV, 2 episodi (2006)
- A proposito di Brian (What About Brian) – serie TV, 1 episodio (2007)
- The Riches – serie TV, 1 episodio (2007)
- The Nine – serie TV, 1 episodio (2007)
- Brothers & Sisters – serie TV, 3 episodi (2006-2007)
- Ugly Betty – serie TV, 3 episodi (2008-2009)
- Hung - Ragazzo squillo – serie TV, 1 episodio (2009)
- Weeds – serie TV, 1 episodio (2009)
- Chuck – serie TV, 1 episodio (2010)
- Childrens Hospital – serie TV, 2 episodi (2010)
- La strana coppia (The Good Guys) – serie TV, 2 episodi (2010)
- Outsourced – serie TV, 1 episodio (2011)
- Breaking In – serie TV, 1 episodio (2011)
- Happy Endings – serie TV, 1 episodio (2011)
- Dr. House - Medical Division (House, M.D.), 4 episodi (2007-2012)
- New Girl – serie TV, 1 episodio (2012)
- Raising Hope – serie TV, 1 episodio (2012)
- Mad Men – serie TV, 1 episodio (2012)
- Amiche nemiche (GCB) – serie TV, 1 episodio (2012)
- Psych – serie TV, 5 episodi (2006-2013)
- Fargo – serie TV, 1 episodio (2014)
- You're the Worst – serie TV, 3 episodi (2014)
- The Good Wife – serie TV, 4 episodi (2013-2014)
- Revenge – serie TV, 4 episodi (2011-2015)
- Grace and Frankie – serie TV, 1 episodio (2015)
- Heroes Reborn – serie TV, episodio pilota (2015)
- C'è sempre il sole a Philadelphia (It's Always Sunny in Philadelphia) – serie TV (2007-in corso)
- Il Trono di Spade (Game of Thrones) – serie TV, 2 episodi (2017)
- The Boys – serie TV, 1 episodio (2019)
- The Great - serie TV, 1 episodio (2020)
- WandaVision – miniserie TV (2021)
- Ecco a voi i Chippendales (Welcome to Chippendales) – miniserie TV, 1 episodio (2022-2023)
- The Consultant – serie TV, episodio 1x01 (2023)

### Attore
- L'albero delle mele (The Facts of Life) – serie TV, 1 episodio (1984)
- Highway to Heaven – serie TV, 1 episodio (1984)
- Il mio amico Arnold (Diff'rent Strokes) – serie TV, 1 episodio (1986)
- Night Court – serie TV, 1 episodio (1987)
- Good Morning, Miss Bliss – serie TV, 1 episodio (1987)
- A Night at the Magic Castle, regia di Icek Tenenbaum (1988)
- Webster – serie TV, 2 episodi (1987-1988)
- Genitori in blue jeans (Growing Pains) – serie TV, 2 episodi (1988)
- Al limite dell'umano (Meet the Hollowheads), regia di Thomas R. Burman (1989)
- Dieci sono pochi (Just the Ten of Us) – serie TV, 47 episodi (1988-1990)

## Riconoscimenti
- 2021 – Premio Emmy[3]
  - Candidatura per miglior miniserie per WandaVision
  - Candidatura per miglior regia in una miniserie o film per WandaVision

- 2021 – Directors Guild of America Award[4]
  - Candidatura per miglior regia di una serie limitata o film televisivo per WandaVision

- 2020 – Premio Emmy[5]
  - Candidatura per la miglior regia in una serie commedia per La Grande di The Great

- 2018 – Directors Guild of America Award[6]
  - Candidatura per la miglior regia di una serie televisiva drammatica per Spoglie di guerra de Il Trono di Spade